# Omega Strikers
Omega Strikers é um jogo eletrônico de esporte de ação e estratégia gratuito, desenvolvido e publicado pela Odyssey Interactive. O jogo apresenta partidas curtas em multijogador online de três contra três, nas quais os jogadores competem para marcar mais gols do que o time adversário. Foi lançado em 27 de abril de 2023 para Microsoft Windows, Nintendo Switch, iOS e Android, em 5 de maio para Xbox One e Xbox Series X/S, e em 19 de maio para PlayStation 5 e PlayStation 4.

## Jogabilidade
As partidas no Omega Strikers consistem em duas equipes de três jogadores, que lutam para marcar pontos enviando o Núcleo, um grande disco de hóquei, para o gol adversário. O jogo é apresentado de uma perspectiva de cima para baixo, com todo o campo de jogo visível de uma só vez.
Os jogadores podem escolher entre um elenco de personagens, conhecidos como atacantes. Cada atacante tem um conjunto único de habilidades que podem ser usadas para atacar jogadores inimigos, mover o Núcleo, buffar seus aliados, debuffar seus inimigos e muito mais. Quando um personagem sofre dano, sua barra de torpor aumenta, o que torna mais fácil para seus oponentes derrubá-lo ou até mesmo tirá-lo do campo por um curto período. Por meio de interações como marcar gols, nocautear inimigos, fazer defesas, etc., você ganha pontos de experiência que podem fortalecer seus atacantes ao longo do jogo.

## Desenvolvimento
Omega Strikers é um jogo independente, desenvolvido e publicado pela própria Odyssey Interactive, um estúdio composto por ex-funcionários da Riot Games.
O jogo entrou em fase de teste beta fechado, exclusivo para a Steam, em 16 de setembro de 2022 e fez a transição para beta aberto quatro dias depois. Previsto inicialmente para ser lançado em fevereiro de 2023 com versões também para Android, iOS e console foi lançado em abril.
Em 3 de novembro de 2023, a Odyssey Interactive anunciou que, devido à alta rotatividade de jogadores e à incapacidade de fazer o jogo crescer, as atualizações de conteúdo para Omega Strikers seriam encerradas até o final do ano, com o foco do desenvolvimento mudando para um novo jogo ambientado no mesmo universo.

## Prêmios
| Ano  | Cerimônia                   | Categoria          | Resultado | Ref.   |
| ---- | --------------------------- | ------------------ | --------- | ------ |
| 2024 | 27th Annual D.I.C.E. Awards | Jogo Online do Ano | Pendente  | [ 13 ] |